# 布爾什滕煤電廠
布爾什滕煤電廠（烏克蘭語：Буршти́нська теплова́ електроста́нція）位于烏克蘭的伊万诺-弗兰科夫斯克州，並是里納特·阿赫梅托夫資產的一部分。该厂有两个烟囱，建于1966年，也用作高压塔。工厂有12总装，机容量為23.34億瓦特。它也有一个33萬伏特的双電路连接到75/33萬伏特的变电站。

## 历史

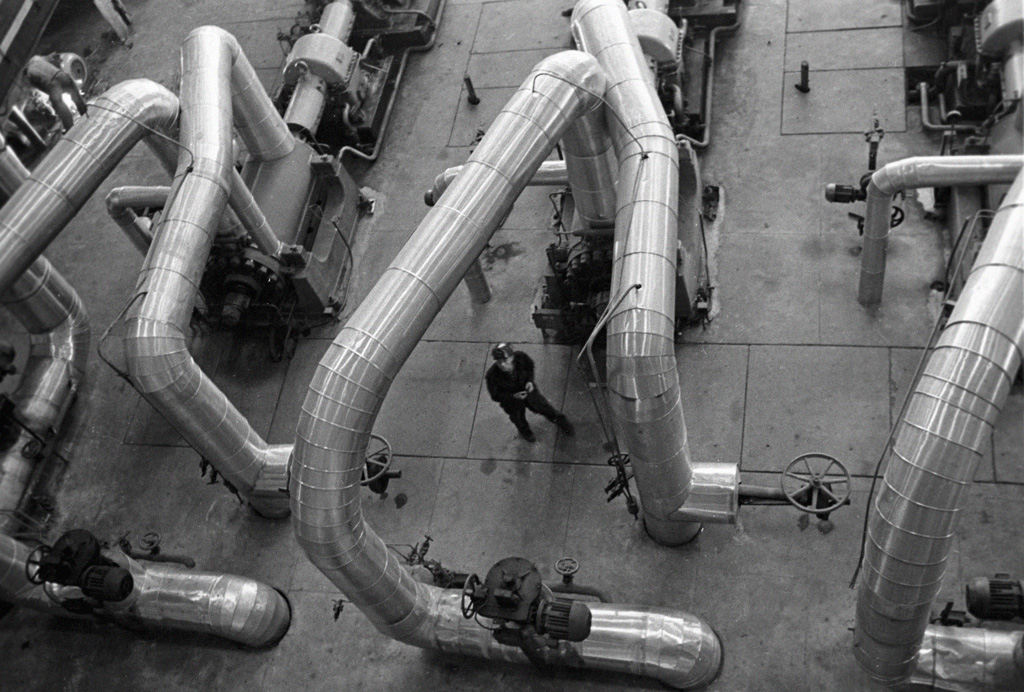
煤電廠的锅炉室（1974 年）

這煤電廠從1962年至1969年落實興建，而這電廠採用混凝土砌块技术建造。電厂的设备由一百多家公司制造。 1965年，第一台总功率2億瓦特的燃气发电機组完成了。 1969年，第十二台机组建成，并为“Lvivenergo”号投产，总产能为23億瓦特。该公司的其他一些发电站包括 Dobrotvir 煤電廠 和羅夫諾核電廠。 在1975 年，安装了基于计算机的监控系统。从1978年到1980年，为减少污染物排放，工厂增加了静电除尘器，建筑业使用过滤器产生的灰烬来生产水泥。1984年，全共12個单位都已被修改，能够用天然气燃烧。从1985年到1990年，动力装置第9 和10號已配备异步同步涡轮发电机 ASTG-200 型。这有助于降低无功功率并提高效率和稳定性。从1995年起，根据总统令，发电厂成为一个独立的组织，并成为包括 Dobrotvir 煤電廠和 Ladyzhyn 煤電廠在内的发电开放式股份公司 Zakhidenergo 的一部分。

## 布爾什滕岛
這電廠、2億瓦特的 Kaluska 燃气发电厂和 2700萬瓦特的 Tereblia-Rikska 水电站被統稱為“布爾什滕岛”，並自2003年以来已连接到欧洲电网。发电厂拥有岛上的频率和相位角。该电厂拥有40萬伏特通过穆卡切沃的变电站，並利用22萬伏特、40萬伏特和 75萬伏特的输电线路连接到匈牙利、斯洛伐克和罗马尼亚的电网。该岛的目的是加速乌克兰融入歐洲輸電運營商組織欧洲大陆地区。可是，乌克兰的其他地区都一直繼續连接到实际上由俄罗斯控制的统一电力系统网络。直到2022年初，因俄侵烏克蘭產生了能源危機，烏克蘭所有地區都改為跟由歐洲輸電運營商組織控制的欧洲大陆电网連接。
| 发电厂的连接 |        |                                                     |
| 电压（伏特） | 电路数 | 目的地                                              |
| ------------ | ------ | --------------------------------------------------- |
| 400 千伏     | 1      | 变电站 40/22/11萬伏特 Mukacheve (Power Island UCTE) |
| 330 千伏     | 1      | 变电站 75/33萬伏特（电力岛 UCTE）                   |
| 330 千伏     | 1      | 变电站 75/33萬伏特 ZahidnoUkrainska（乌克兰电网）   |
| 330 千伏     | 1      | 变电站 33/11萬伏特 Ivano-Frankivs'k（乌克兰电网）   |
| 330 千伏     | 1      | 变电站 33/11萬伏特 Ternopil（乌克兰电网）           |
| 220 千伏     | 2      | 变电站 22/11/3.5萬伏特 Stryj（电力岛 UCTE）         |
| 220 千伏     | 2      | 变电站 22/11/3.5萬伏特 Kalush（电力岛 UCTE）        |

## 燃料补充
该工厂最常见的燃料是煤炭，来自利沃夫沃利尼煤田，但也使用来自顿涅茨克的煤炭。该工厂还使用天然气和石油作为燃料。该工厂可以使用非固体燃料提供更高的效率，因为它不会产生灰烬。冷却水来自一个面积为 2000公顷（约 5000万立方米）的湖。

## 烟气烟囱
最大的两个烟囱长达 250米（820英尺）高，用作引出线的电塔。